# Geloso, o Gelinho
Geloso, o Gelinho é um livro infantil de Izomar Camargo Guilherme cuja história foi publicada pela primeira vez no Brasil nas páginas da Revista Recreio da editora Abril Cultural, edição de número 60 de 2 de setembro de 1970 e republicada sob a forma de pequeno romance em 1993 pela Editora Moderna.

## Sinopse
Geloso, o Gelinho aborda temas interessantes da área científica, como evaporação e estados da água. A obra conta a singela história de uma pedrinha de gelo que caiu das nuvens com a chuva, bem no meio de uma floresta. Desamparado e amedrontado, logo atrai a atenção dos animais e insetos que lá viviam. Geloso, então, conta, a eles os motivos de sua tristeza: queria retornar as nuvens antes que derretesse.
O besouro, a borboleta, o tatu, o passarinho e até o bicho-preguiça, apiedados, tentaram ajudar, opinando e fracassando em suas tentativas. Mas como é que se podia ajudar o gelinho a voltar para casa? Dona Formiguinha, muito esperta, sabia que, para mandar um gelinho para as nuvens, só havia um jeito: ele teria que derreter e evaporar outra vez.